# Sole di maggio
Il sole di maggio (in spagnolo Sol de Mayo) è un emblema nazionale dell'Argentina e dell'Uruguay ed è raffigurato sia sulle loro bandiere che sui loro stemmi. Secondo lo storico Diego Abad de Santillán, si tratta di una rappresentazione di Inti, il dio del Sole per il popolo Inca.
La versione che fu coniata nel 1813 sulla prima valuta argentina, il real, e successivamente inserita all'interno della bandiera dell'Argentina, presenta un sole con 16 raggi dritti e 16 ondulati che si alternano tra loro. Nel 1978 il governo argentino stabilì che il colore del sole dovesse essere giallo oro e avere un diametro interno di 10 centimetri ed uno esterno di 25 centimetri (pari a 5/6 dell'ampiezza della striscia centrale bianca della bandiera).
La versione del sole utilizzata dall'Uruguay, invece, prevede 8 raggi dritti e 8 ondulati, sempre alternati l'un l'altro.
La denominazione di maggio sta ad indicare la Rivoluzione di Maggio, che si svolse dal 18 al 25 maggio 1810 e segnò l'inizio del processo di indipendenza dalla Spagna delle nazioni che, all'epoca, erano riunite nel Vicereame del Río de la Plata.

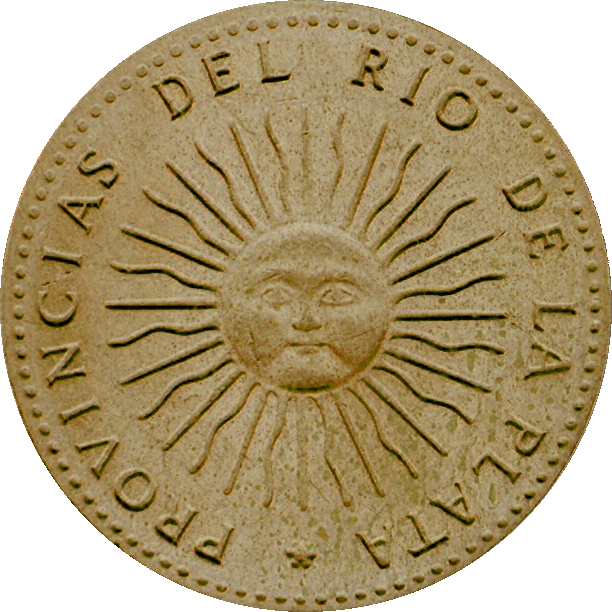
Un real argentino, in cui compare il sole di maggio
Sole di maggio della bandiera dell'Argentina, 1818
Sole di maggio della bandiera dell'Uruguay, 1828